# DC2 (județul Tulcea)
DC2 este un drum comunal din județul Tulcea care se desprinde de lângă Nufăru, din apropierea kilometrului 10+550 al drumului județean DJ222C, și teoretic face legătura între orașele Tulcea, Sulina și comuna C.A. Rosetti. În realitate, cu excepția câtorva kilometri pietruiți din vecinătatea satelor Ilganii de Jos și Partizani, drumul comunal 2 între Nufăru și Sulina este unul de pământ, impropriu circulației, și lipsit de poduri sau podețe peste canale. Mai mult, nu există o conexiune între DC2 și DJ222C la Nufăru, cele două căi de circulație fiind separate de Brațul Sfântu Gheorghe. Deși aflat în stare rea, DC2 este totuși circulabil pe toți cei 16 kilometri ai săi dintre Sulina și C.A. Rosetti, fiind pietruit.

## Lungime
Drumul comunal 2 are o lungime totală de aproximativ 90,4 km, împărțiți după cum urmează: 
| Teritoriu administrativ | Km pietruiți | Km pământ |
| ----------------------- | ------------ | --------- |
| Comuna Nufăru           | 10,6         | -         |
| Comuna Maliuc           | 7,6          | 20,9      |
| Comuna Crișan           | -            | 19,3      |
| Orașul Sulina           | 9,7          | 14,3      |
| Comuna C.A. Rosetti     | 8            | -         |
| TOTAL                   | 35,9         | 54,5      |

## Controverse
Presa a sugerat faptul că, în trecut, Nicolae Ceaușescu dorea modernizarea DC2 pentru realizarea unei căi auto circulabile între municipiul Tulcea și orașul Sulina, fără să țină cont de consecințele pe care le-ar fi cauzat sistemului ecologic unicat al Deltei Dunării. Intenția ar fi fost continuată și de guvernul Adrian Năstase, care a adoptat Hotărârea nr. 379 din 11 aprilie 2001 „privind aprobarea încadrării în categoria funcțională a drumurilor comunale a unor drumuri județene situate în județul Tulcea”. Această hotărâre de guvern transfera drumul într-o categorie funcțională care permitea reabilitarea și modernizarea lui, deși DC2 între Ilganii de Jos și Gorgova este amplasat pe digurile de apărare a localităților de inundații, iar legislația interzice circulația mijloacelor de transport pe ele. Mai mult, între Gorgova și Sulina malul canalului Sulina nu permite accesul autovehiculelor pentru că nu există un dig corespunzător.
Paul Cononov, pe atunci administratorul A.R.B.D.D., a declarat ziarului România Liberă că instituția sa „nu a fost consultată când s-a legalizat acest drum prin hotărâre de Guvern:
„Era nevoie de un aviz de la ARBDD pentru existența acestui drum, de un studiu de impact ecologic, dar nu a fost solicitat respectivul aviz și nici impactul ecologic nu a fost stabilit.”
Constantin Cabuz, secretarul Consiliului Județean Tulcea (CJT), a declarat și el că instituția sa nu a emis vreun aviz privind înființarea drumului și că „dacă se cerea un aviz juridic aș fi refuzat”.
Cu toate acestea, în februarie 2003, ministrul Transporturilor Miron Mitrea a virat în contul Consiliului Județean Tulcea, condus la acea dată de Trifon Belacurencu, suma de 1,1 milioane de dolari, bani proveniti din fonduri PHARE, în scopul derulării investiției „Modernizarea DC2 Sulina-Plaja Sulina”. Fără să existe un aviz de la Consiliul Județean, așa cum prevede legislația, contractul de proiectare a fost atribuit firmei Dinamic Construct doar prin semnăturile președintelui CJT Trifon Belacurencu și directorului economic al CJT Sirma Caraman. Proiectul prevedea întocmirea documentației tehnice pentru modernizarea a 6,2 km de drum din orașul Sulina, din care 4 kilometri printr-o zonă protejată ecologic de pe plaja orașului. Licitația pentru modernizarea drumului a fost și ea controversată, fiind declarată câștigătoare firma Deltacons Tulcea, contra sumei de 47 miliarde de lei vechi, deși societatea Lerco București a oferit un preț substanțial mai mic. Pentru toate neregularitățile legate de această investiție, Direcția Națională Anticorupție a deschis dosarul cu numărul 55/P/2005.

## Proiecte
Master Planul Rezervației Biosferei Delta Dunării publicat în 2005 prevede proiecte și fonduri pentru reabilitarea DC2 în intravilanul localităților traversate, spre exemplu 964.050 de euro pentru „Modernizare DC 2 – Sulina” și 450.000 de euro pentru „Pietruire drum comunal DC 2 - Maliuc”. Anexa 1 a Hotărârii de Guvern privind „Strategia Deltei Dunării pentru perioada 2011-2015” prevede și ea „Reabilitarea DC 2 Nufăru (DJ 222 C, km 10+550)–Ilganii de Jos–Partizani–Gorgova, km 0+000–31+000”, în valoare de 71.520.000 lei.
Între 2014-2015 s-au derulat procedurile de licitație pentru amenajarea drumului comunal în intravilanul și extravilanul satului Partizani, component al comunei Maliuc.
În paralel cu drumul spre plajă, primăria Sulina a propus, prin Planul Integrat de Dezvoltare, investiția „Modernizare DC 2”, care prevedea lucrări de pietruire a drumului dintre Sulina – Cardon – C.A. Rosetti – Periprava, pe o lungime de 27,5 kilometri. În anul 2007, Consiliul Județean Tulcea a organizat licitația de „Consolidare pod peste canalul Cardon și a drumului de legătură DC2 Sulina C.A. Rosetti”, cu o valoare de 888.846 RON. Anunțul de atribuire a fost publicat pe 11 noiembrie 2007. Câștigătorul desemnat a fost aceeași firmă Deltacons Tulcea care construise și drumul spre plaja Sulina. Conform proiectului, în afară de pietruirea DC2, firma Deltacons a realizat și un pod peste canalul Cardon, ceea ce a permis asigurarea unei legături rutiere între cartierul Prospect al Sulinei, situat pe malul stâng al canalului Sulina, și comuna C.A. Rosetti. 
Pe 9 februarie 2016, Ministerul Dezvoltării Regionale și Administrației Publice a adresat o invitație pentru dezbaterea publică a „Strategiei integrate de dezvoltare durabilă a Deltei Dunării (2030)”, care poate fi studiată pe site-ul oficial al MDRAP. Deși, sub indicativul de DJ222D, este marcat parțial pe una din hărțile Raportului de Mediu, DC2 nu este menționat nicăieri explicit în documentațiile care alcătuiesc Strategia de dezvoltare.